# Urschenheim
Urschenheim é uma comuna francesa na região administrativa de Grande Leste, no departamento Alto Reno. Estende-se por uma área de 6,39 km². Em 2010 a comuna tinha 775 habitantes (densidade: 121,3 hab./km²).